# Taurolema bellatrix
Taurolema bellatrix là một loài bọ cánh cứng trong họ Cerambycidae.